# گربه ایرانی

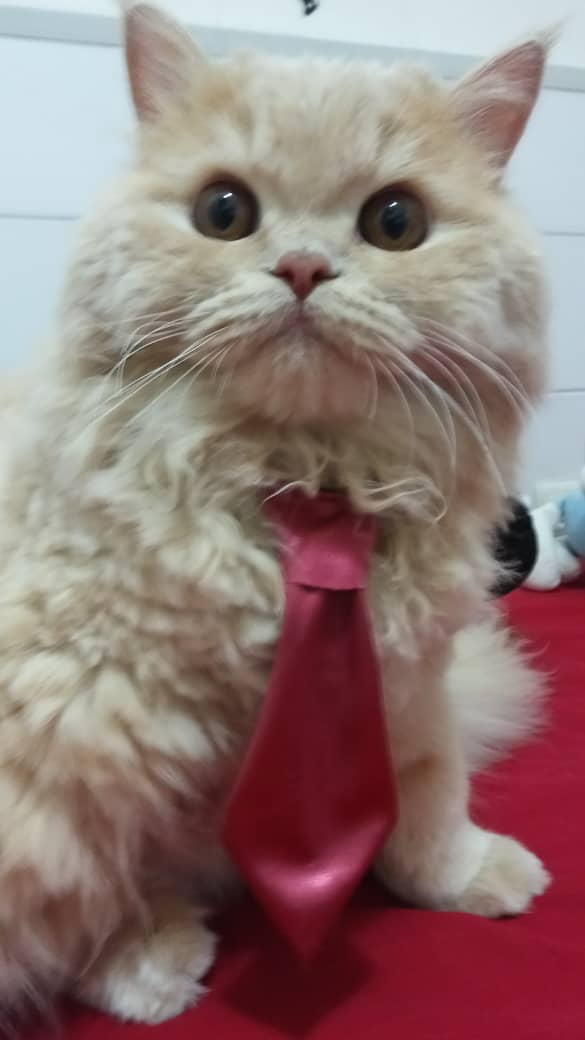
یک گربهٔ ایرانی با یک کراوات کوچک تزئینی

گربهٔ ایرانی یا گربهٔ پرشین (پارسی) یکی از نژادهای موبلند گربه است که دارای صورتی گرد و تخت و پوزه‌ای کوتاه است. این گربه در کشورهای انگلیسی زبان به گربه موبلند ایرانی (Persian Longhair) نیز مشهور است.
نخستین اشاره مستند به گربهٔ ایرانی مربوط به نامه‌ای از پیترو دلاواله، جهانگرد ایتالیایی است که در ۲۰ ژوئن ۱۶۲۰ در اصفهان نوشته شده است. این گربه‌ها از حدود سدهٔ ۱۶ میلادی به اروپا وارد شدند و امروزه به عنوان حیوان خانگی نگهداری می‌شوند.
در سال ۲۰۱۵، این گربه در فهرست محبوب‌ترین نژادهای گربه در آمریکا، در جایگاه دوم قرار گرفت. جایگاه نخست متعلق به نژاد اگزاتیک موکوتاه بود که از نژاد گربه‌های ایرانی موکوتاه می‌باشد.
در سال ۲۰۲۱ طبق اعلام انجمن علاقه‌مندان گربه، گربهٔ ایرانی به عنوان چهارمین نژاد محبوب گربه در جهان قرار گرفت. دومین نژاد همچنان اگزاتیک موکوتاه بود.

## خاستگاه تکاملی
به‌طور دقیق مشخص نیست که گربه‌های موبلند در چه زمانی برای اولین بار ظاهر شدند. گربه‌وحشی آفریقایی به عنوان اجداد گربه‌های شهری امروزی در نظر گرفته می‌شود اما تاکنون هیچ زیرگونه یا نژاد موبلندی از گربه‌های وحشی آفریقایی شناسایی نشده است. اولین موارد ثبت‌شده و مستند از گربه‌های موبلند ایرانی در سال ۱۶۲۰ میلادی از منطقهٔ خراسان ایران توسط پیترو دلاواله به ایتالیا برده شد و تقریباً در همان زمان نمونه‌های دیگری از این گربه از آنکارا در امپراتوری عثمانی توسط نیکولاس کلود فابری دی پیرسک به فرانسه برده شد. گربه‌های خراسان دارای پوششی خاکستری بودند و گربه‌های آنکارا، سفیدرنگ بودند. این نمونه‌ها پس از مدتی کوتاه به بریتانیا نیز فرستاده شدند.
بررسی‌های ژنتیکی در سال‌های اخیر نشان می‌دهند که گربه‌های ایرانی کنونی، ارتباط ژنتیکی با گربه‌های خاور نزدیک و غرب آسیا نداشته و بیشتر با نمونه‌های گربه از اروپای غربی مرتبط هستند.

### محبوبیت
تصاویر گربه‌های ایرانی در بسیاری از فیلم‌ها، کتاب‌های علمی و تاریخی، نقاشی‌ها، عکس‌ها و حتی تمبرهای باخترزمین دیده می‌شود. تمبرهای پستی فراوانی در کشورهای مختلف مثل روسیه، مجارستان، کنگو، جمهوری آذربایجان، جمهوری چک با تصویر گربه‌های ایرانی به چاپ رسیده است. آرم موزه الماس در آمستردام هم یک گربه ایرانی سپید است که تاجی از الماس بر سر گذاشته است.
اما در بریتانیا، روند محبوبیت گربه ایرانی به مرور پایین آمده و از رتبه نخست در سال ۱۹۸۸ به رتبه پنجم در سال ۲۰۰۸ رسیده است. این داده‌ها البته مربوط به گربه‌های ثبت‌شده و شناسنامه‌دار هستند.

### ویژگی‌ها
یک گربه ایرانی اصیل موهایی بسیار بلند و پرپشت دارد. دارای پاهایی کوتاه یک سر بزرگ و پهن همراه با گوش‌هایی دور از یکدیگر و چشم‌هایی درشت است. پوزه به‌طور عادی در این نژاد کوتاه بوده است اما به مرور زمان به شدت کوتاه‌تر شده و صورت جانور به شکلی تقریباً صاف و تخت درآمده است. گربه‌های ایرانی امروزی دارای رنگ‌ها و طرح‌های بسیار متفاوت و متنوعی هستند. این گربه‌ها عموماً گربه‌هایی بی‌سروصدا و آرام و با تحرک کم هستند و به راحتی با محیط آپارتمان سازش پیدا می‌کنند. همچنین این گربه‌ها رابطهٔ خوب و نزدیک و دوستانه‌ای با سرپرست خود و افراد غریبه داشته و پاکیزه و پیش‌بینی‌پذیر هستند.
عمر این گربه حدود ۱۰ سال است، اما در شرایط خوب تا ۱۹ سال هم می‌رسد. رنگ چشمانشان آبی یا نارنجی یا دورنگ است، در گربه‌های کاملاً سفید با چشمان آبی (معروف به آلبینو یا زال) امکان ناشنوایی بیشتر از دیگر آن‌ها وجود دارد.

## گربه‌های اصیل ایرانی
گربه‌های اصیل ایرانی امروزی، از نظر طول موها، رنگ و آناتومی از شباهت کمتری نسبت به همنوعان نخستین خود برخوردارند. این پدیده حاصل سال‌ها کوشش پیگیر در زادگیری گزینشی این جانوران است. گربه‌های موبلند از ایران به اروپا، به‌ویژه فرانسه، جایی که مورد توجه زیاد مردم قرار می‌گرفتند، برده می‌شدند.
طبیعی‌دان فرانسوی Comet de Buffon کتاب Historie Naturelle خود را در سال ۱۷۵۶ میلادی نوشت. او در کتاب خود، به متنی از سدهٔ ۱۶ میلادی که به وسیله یک جهانگرد ایتالیایی به نام Pierto della vella نوشته شده، اشاره کرده است. این جهانگرد، گربه‌های موبلند آن روز را توصیف کرده و بر این نکته تأکید کرد که آن‌ها از منطقه‌ای در شمال ایران به نام خراسان آمده‌اند. او گفته آن‌ها نژادی هستند با موهای بلند، نرم و شبیه ابریشم، مخصوصاً در قسمت دم. او همچنین آن‌ها را به رنگ یکدست خاکستری تشریح کرده است که در بخش سر، کمی تیره‌تر بودند. از ویژگی دیگر این گربه‌ها، اهلی بودن آن‌ها بوده است. Buffon ذکر کرد که جدا از رنگ، این نژاد دقیقاً مشابه نژادهایی بوده که در فرانسه Angora شناخته می‌شود.
نژاد Angora نژادی بوده که در زمان‌های کهن‌تر به سفیدی رنگ مشهور بوده است، ولی در واقعیت آن‌ها رنگ‌های مختلفی داشته‌اند. با این حال رنگ سفید آن‌ها که نزد اشراف‌زاده‌های فرانسوی و اروپایی نگهداری می‌شدند، از محبوبیت بیشتری برخوردار بوده است. نژاد Angora بومی کشور ترکیه بوده است. دیپلمات پرآوازه فرانسوی کاردینال ریشلیو که در سال ۱۶۴۲ میلادی از دنیا رفت، از دوستداران فوق‌العاده گربه‌ها بوده است. شگفت اینکه، او درست در زمانی می‌زیست که کلیسا خود از بزرگ‌ترین دشمنان گربه‌ها بود و به دستور آنها، گربه‌ها را از بالای برج‌ها پایین می‌انداختند، می‌سوزاندند و از راه‌های مختلف با بی‌رحمی با آنان رفتار می‌کردند. Richelieu صاحب یک Chat Angora به نان Lucifer به رنگ سیاه بوده است. به نظر می‌رسد که در آن روزگار بیشتر موضوع این بود که چه کسی صاحب گربه است. در واقع، وضعیت صاحب گربه تعیین‌کننده این موضوع بود که آیا گربه‌ها دارای روحی پاک، یا همنشین و همدم شیطان‌اند.
به همین ترتیب شاید می‌بینید در اروپا در سدهٔ ۱۹ میلادی، گربه‌های موبلند را بنابر میل صاحبان آن‌ها گربه ایرانی یا Angora می‌نامیدند و این حقیقت که تفاوت‌های کوچکی چه از نظر موها و چه استخوان بندی بین این دو نژاد شبیه به هم ولی مختلف وجود داشت، مورد توجه واقع نشده است. Harrison Weir انگلیسی که از او به عنوان پدر نگهداری از گربه‌های خانگی یاد می‌شود، در پایان سدهٔ ۱۹ میلادی گفت که گربه‌ای دورگه زیادی به عنوان نژاد روسی، Angoran یا نژادهای ایرانی به فروش می‌رسیدند که این نکته به روشنی نشان می‌دهد که او به تفاوت میان گونه‌های ایرانی و Angoran واقف بوده است.
مشاهده تابلوهای نقاشی از گربه‌هایی که به همراه صاحبان خود در طول سدهٔ ۱۸ میلادی به تصویر کشیده شده‌اند، تصویر واضحی از ظاهر گونه اصیل گربه ایرانی به ما می‌دهد و آن‌ها خیلی شبیه Angoraهای امروزی بوده‌اند. این بدین معنی است که آن‌ها یک سر عادی گربه‌مانند با پوزه‌ای که به‌طور آشکار گُوه‌مانند است، دارند. آن‌ها استخوان‌بندی خوبی داشتند ولی نه خیلی حجیم. موها خیلی بلند و ابریشمی، نه بیش از اندازه فشرده و نه پشممانند بوده‌اند.
در سال ۱۹۶۸ میلادی Chas Ross گفته جالبی را در کتاب Book Of Cats راجع به گربه‌های ایرانی ذکر می‌کند. با وجود اینکه او همانند ژرژ-لوئی لکرک کنت دو بوفون که در ۱۰۰ سال پیش از خود رنگ گربه‌های ایرانی را خاکستری می‌دانست، ولی بر این نکته نیز تأکید می‌کرد که نژاد گربه ایرانی موهای بسیار بلند و ابریشمی، شاید بیش از نژاد Angora داشته‌اند. او ادامه می‌دهد آن‌ها بی‌اندازه آرام و ملایم از لحاظ رفتاری بوده و احتمالاً یکی از زیباترین این‌گونه بوده‌اند.
به نظر می‌رسد که در آن دوران رنگ آنها، نه استخوان‌بندی آن‌ها، معیار اصلی افتراق بین گربه‌های اصیل ایرانی و گربه Angoran بوده است. در هر صورت، در آن زمان هیچ انجمنی برای گربه‌ها، هیچ کتابی برای جفت‌انداختن آن‌ها و هیچ شجره‌نامه‌ای برای ارزشیابی آن‌ها وجود نداشته است. اگر شخصی ادعا می‌کرد که دارای یک گربه ایرانی یا Angoran است، هیچ‌کسی واقعاً نمی‌توانست خلاف ادعای او را ثابت کند (غیر از طریق رنگ آنها)، زیرا هیچ استاندارد و هیچ راهی برای نفی چنین گفته‌ای وجود نداشته است.

### پرشین‌های صورت تخت (peke-face)
در سال ۱۹۵۰ یک جهش ژنتیکی ناگهانی باعث به وجود آمدن گربه‌های پرشین صورت تخت شد. نام آن‌ها برگرفته از سگ‌های پکینیز (Pekingese dog) است.
این نژاد مورد پذیرش CFA بود اما به علت مشکلات جدی سلامتی از شدت توجه به آن کاسته شد. اما با وجود این پرورش‌دهندگان بسیار او را دوست داشته و مجدد شروع به پرورش و تولید پرشین‌های صورت تخت نموده‌اند.
پس از تغییرات ظاهری که گربه‌های پرشین داشتند، پرورش‌دهندگان تصمیم به ایجاد شورایی گرفتند تا در آن به این نتیجه برسند که یک پرشین باید دارای چه مشخصاتی باشد. در نهایت، آن‌ها به این تفاهم رسیدند که یک پرشین باید دارای سری گرد و بزرگ، چشمان درشت و گرد باشد و همچنین پوزهٔ کوچک که قسمت بالایی چرمی آن بالاتر از خط زیر چشم‌ها قرار بگیرد، پاهایی با استخوان‌بندی درست و کوتاه، سینه‌ای پهن و صورتی کاملاً گرد باشد، هر چیزی که در یک پرشین ایدئال وجود دارد باید گرد باشد!

### هیمالین
در ۱۹۵۰، نژاد سیامی با نژاد پرشین جفت خورده شدند تا نژادی به وجود بیاید که ظاهر پرشین را داشت اما از نظر رنگبندی به سیامی‌ها شباهت داشت، این نژاد را با توجه به دیگر جانوران دارای لک‌های رنگی مانند خرگوش‌های هیمالین، " هیمالین نامیدند. در انگلستان این نژاد به نام موبلند لکه رنگی (color point longhair) به ثبت رسیده است.
در آمریکا تا سال ۱۹۸۴ هیمالین‌ها نژاد جداگانه‌ای شناخته می‌شدند اما از آن زمان به بعد CFA آنها را با نژاد پرشین یکی دانست. البته بسیاری از پرورش‌دهندگان از یکی دانستن چنین نژاد «دورگه» ای با پرشین‌های «خالص» ناخشنود بودند.
همچنین CFA با مشخص کردن شمارهٔ رجیستری مشخص برای هیمالین‌ها پرورش‌دهندگان را قادر ساخت تا بتوانند با نگاه کردن به شمارهٔ رجیستری یک گربه متوجه شوند که آیا او رگه‌ای از هیمالین دارد و آیا ممکن است در آینده نقش و نگارهای یک هیمالین در نسل‌های بعدی ظاهر شود.
گربه‌های هیمالین با شماره رجیستری‌های شناخته می‌شوند که با عدد ۳ شروع می‌شود و حامل لکه‌های رنگی (CPC) یا سری ۳۰۰۰ای‌ها نامیده می‌شوند.

### اگزاتیک موکوتاه
در اواخر ۱۹۵۰ گربه‌های پرشینی که از آمیزش پنهانی با آمریکایی‌های مو کوتاه (ASH) توسط پرورش‌دهندگان به وجود آمده بودند در رینگ‌های نمایش بسیار محبوب بودند اما باعث بسیاری از پرورش‌دهندگان از به وجود آمدن دورگه‌ها شده بودند.
یکی از پرورش‌دهندگانی که موفق شده بود قابلیت‌های این آمیزش (پرشین + موکوتاه آمریکایی) را به خوبی نشان دهند، موفق به کسب نظر موافق CFA برای به رسمیت شناخته شدن این نژاد در سال ۱۹۶۶ تحت عنوان «اگزاتیک موکوتاه» شد. این نژاد ریخت بدنی خود را مدیون نژاد پرشین است و همچنین موهای کوتاهش را از موکوتاه آمریکایی به ارٍث برده است. همچنین با این انتقال ژن‌ها مقداری از مشکلات پرشین و البته تنبلی ذاتی او را نیز به دست آورده است.
از جایی که این نژاد به‌هرحال ژن مو بند را هم دارا است، از آمیزش دو اگزاتیک موکوتاه ۲۵ درصد امکان به وجود آمدن فرزندی موبلند وجود دارد. اما متأسفانه این فرزندان به وجود آمده از طرف CFA به عنوان پرشین پذیرفته‌شده نیست؛ اما اتحادیهٔ گربهٔ جهانی آن‌ها را به عنوان پرشین می‌پذیرد. دیگر نهادها آن‌ها را به عنوان نژاد جداشدهٔ اگزاتیک‌های موبلند می‌شناسند.

### پرشین‌های عروسکی یا فنجانی
بعضی از پرورش‌دهندگان اقدام به تولید پرشین‌هایی با قامت و ظاهری کوچکتر از پرشین‌های معمولی نمودند که تحت عنوان «عروسکی» یا «فنجانی» (گرفته شده از اسم سگ‌های مشابه) یا «سایز کف‌دستی»، «جیبی»، «کوچک (مینی)» و "پیکسی (pixie) شناخته می‌شوند.
بسیاری از پرورش‌دهندگان آنها را به عنوان یک نژاد جداگانه به رسمیت نمی‌شناسند.

### چینچیلا
در آمریکا کوشش شد که پرشین‌های نقره‌ای (silver) را به عنوان نژاد جداگانه‌ای به ثبت برسانند اما این تصمیم موفقیت‌آمیز نبود.
در CFA پرشین‌های نقره‌ای و طلایی به‌طور مشخص به نقره‌ای چینچیلا، نقره‌ای سایه‌ای، طلایی چین چیلا و طلایی سایه‌ای در نمایش‌های گربه تقسیم و معرفی می‌شوند.
در آفریقا جنوبی این فعالیت بیشتر به موفقیت رسید و شورای گربهٔ آفریقای جنوبی ۵ گونه از چینچیلاها را به عنوان «چینچیلای موبلند» به رسمیت شناخت. چینچیلاهای موبلند دارای پوزه‌ای به مراتب کشیده‌تر، تنفسی آسان‌تر و اشک چشم کمتری نسبت به پرشین‌ها می‌باشند.
آن‌ها دارای پوششی با بازتان دوگانهٔ مات و شفاف می‌باشند که وقتی با پرشین‌های دیگر آمیخته می‌شوند، این خاصیت از بین می‌رود. همچنین آمیزش ممکن است باعث از دست رفتن خط لب و پوزه هم باشد که در استانداردهای چینچیلا (Chinchilla) ایجاد مشکل می‌کند.
یکی از امتیازهای این نژاد، داشتن رنگ چشمان سبزآبی یا سبز و در بچه‌گربه‌ها آبی و بنفش آبی است.

### مشکلات سلامتی
گربه ایرانی امروزی به‌ویژه نوع صورت تخت به خاطر سندروم براکی سفالی (brachycephalic) جمجمه گرد و بزرگ و بینی کوتاهی دارد. این ترکیب صورت باعث می‌شود این نژاد در معرض مشکلات تنفسی، مشکلات پوستی و چشم و مشکلات زایمان قرار گیرد. ناهنجاری آناتومیک باعث مشکل در تنفس و نفس تنگی می‌شود و ناهنجاری در شکل مجرای اشکی باعث سرازیر شدن اشک از گوشه چشم گربه پرشین می‌شود. این اشک باید هرروز با دستمال نمدار به آرامی پاک شود؛ در غیر این‌صورت، به دلیل دارا بودن آهن در مواجهه با هوا اکسید شده و گوشه‌های چشم به رنگ قهوه‌ای درمی‌آید،
همچنین گربه‌های ایرانی به صورت ژنتیکی مستعد بیماری‌های مثانه و کلیوی هستند، که در برخی موارد باعث تکرر ادرار یا مشکل در دفع و خونریزی می‌شود؛
عواملی همچون تغذیه نادرست، استرس بیش از حد و جنسیت گربه می‌توانند در بروز این بیماری‌ها مؤثر باشند

## نگارخانه

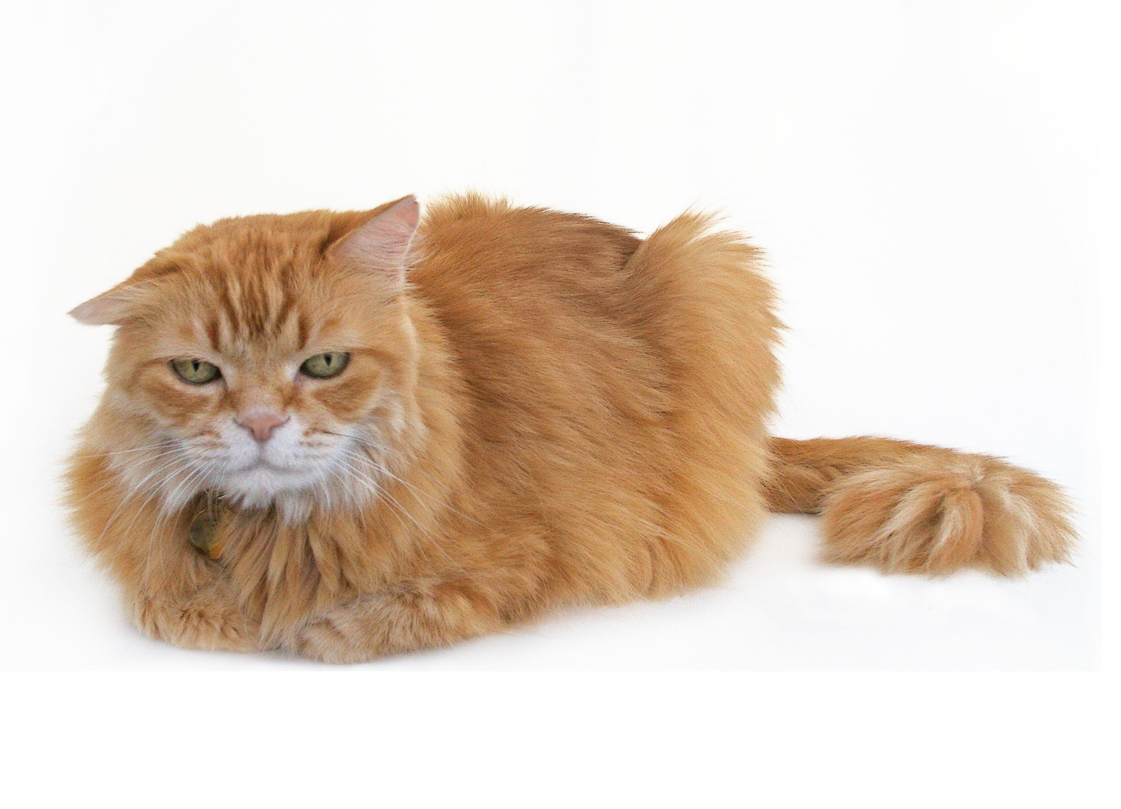
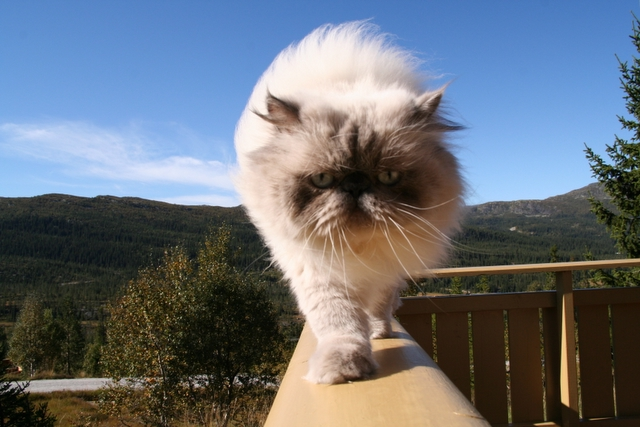
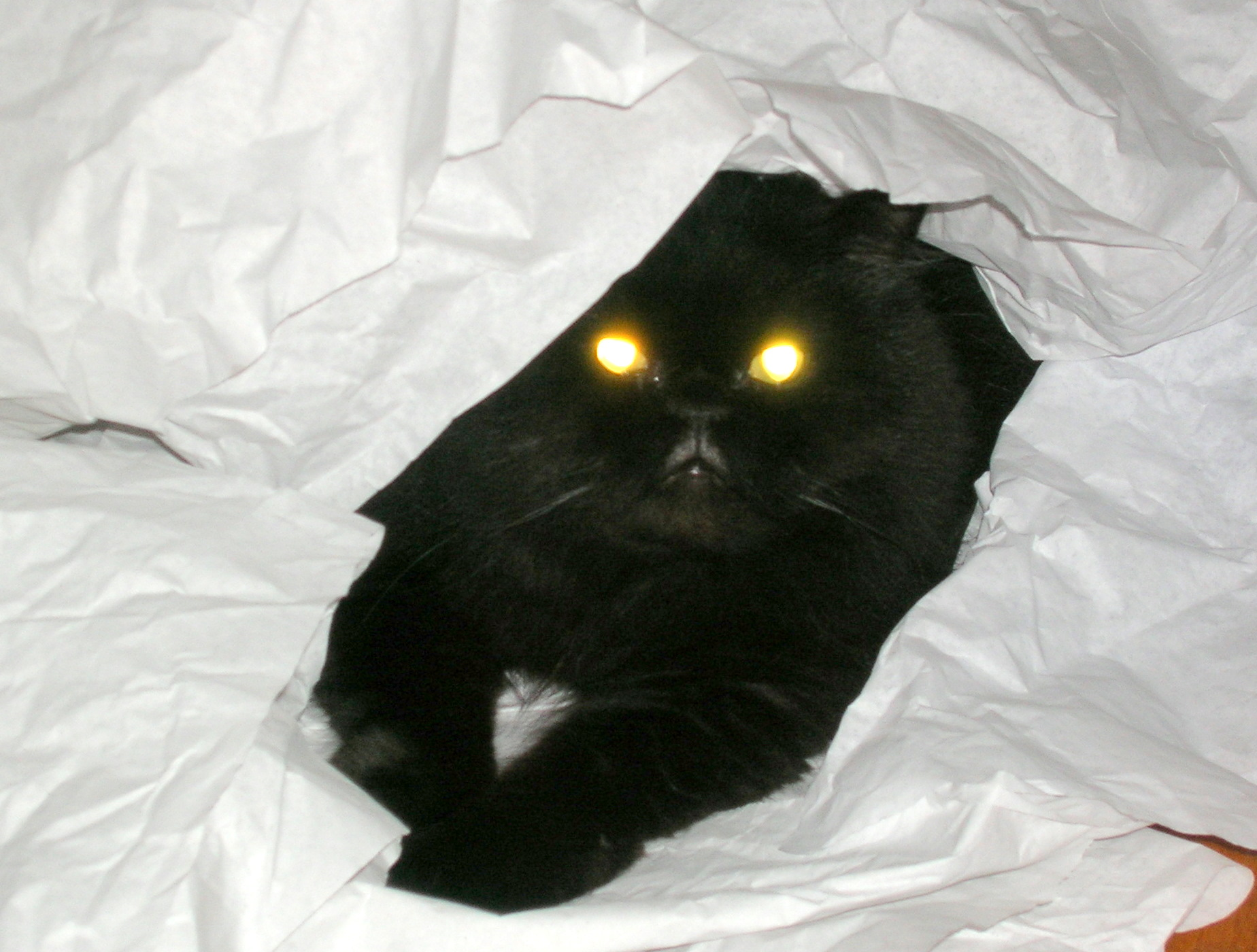
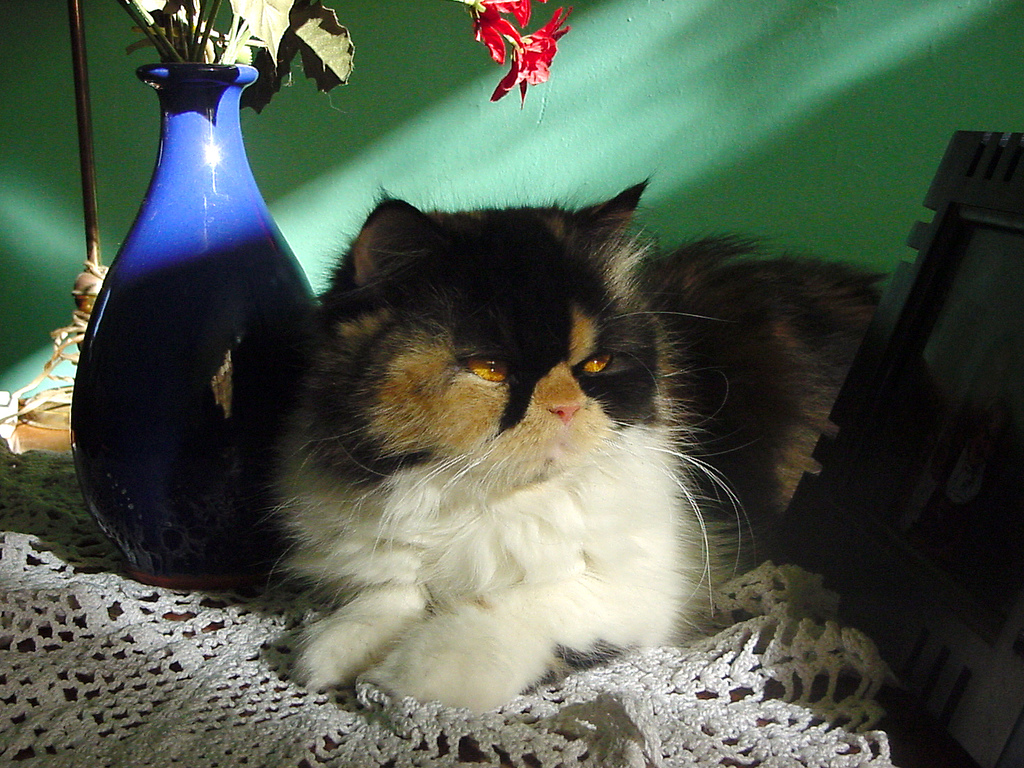
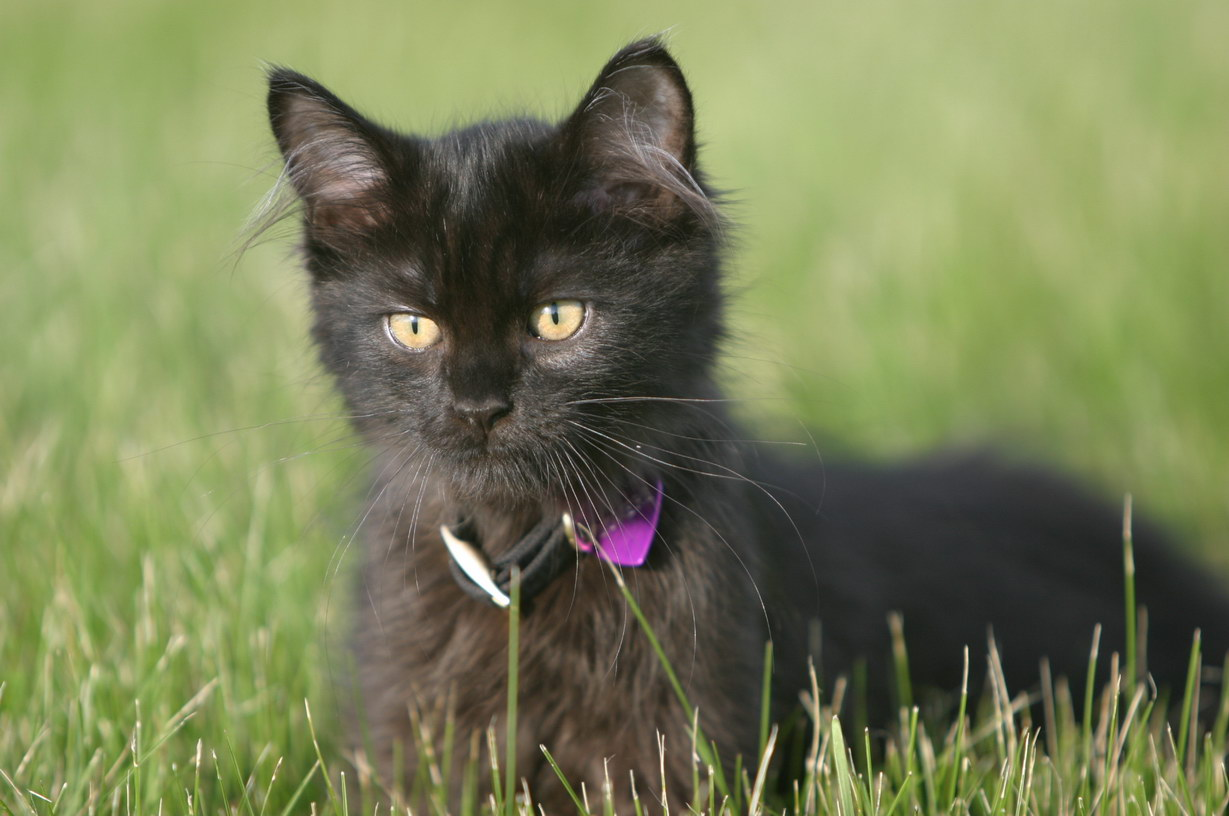
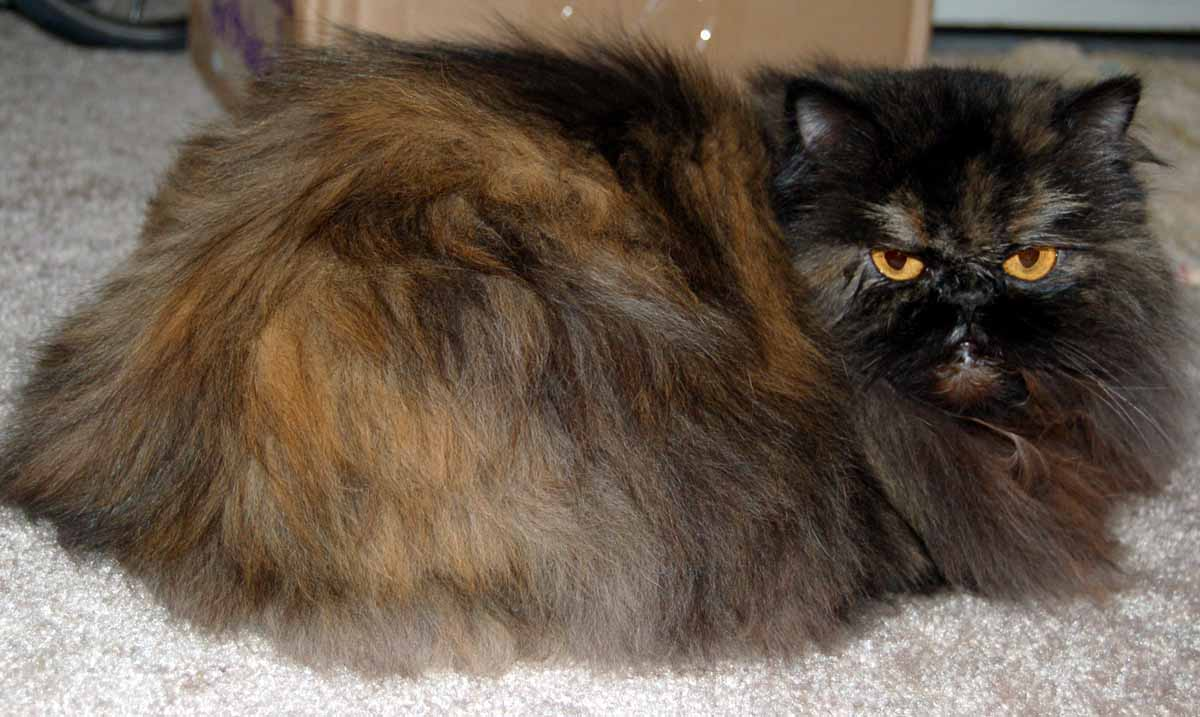
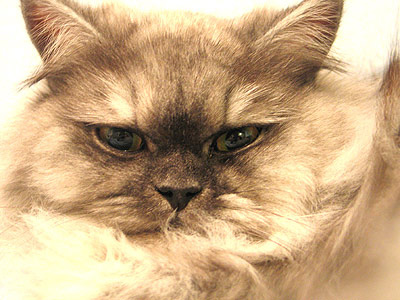
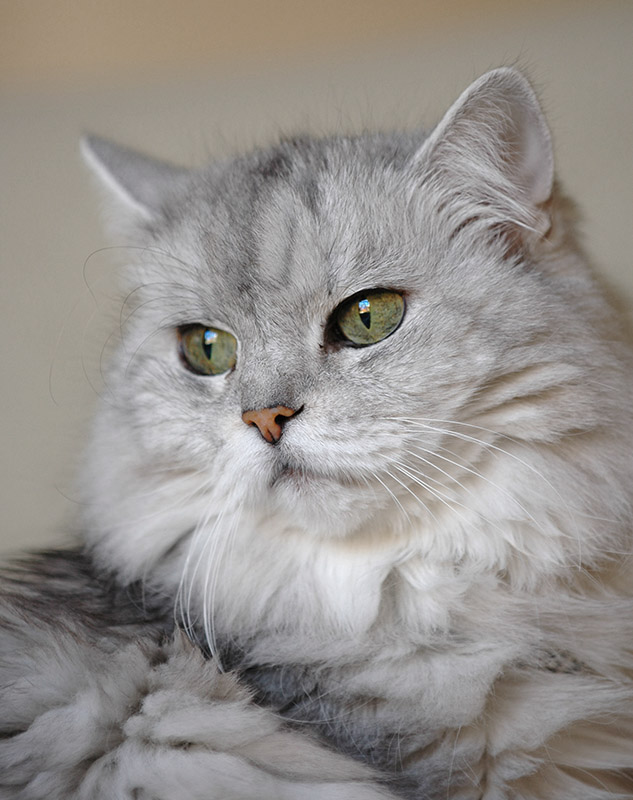
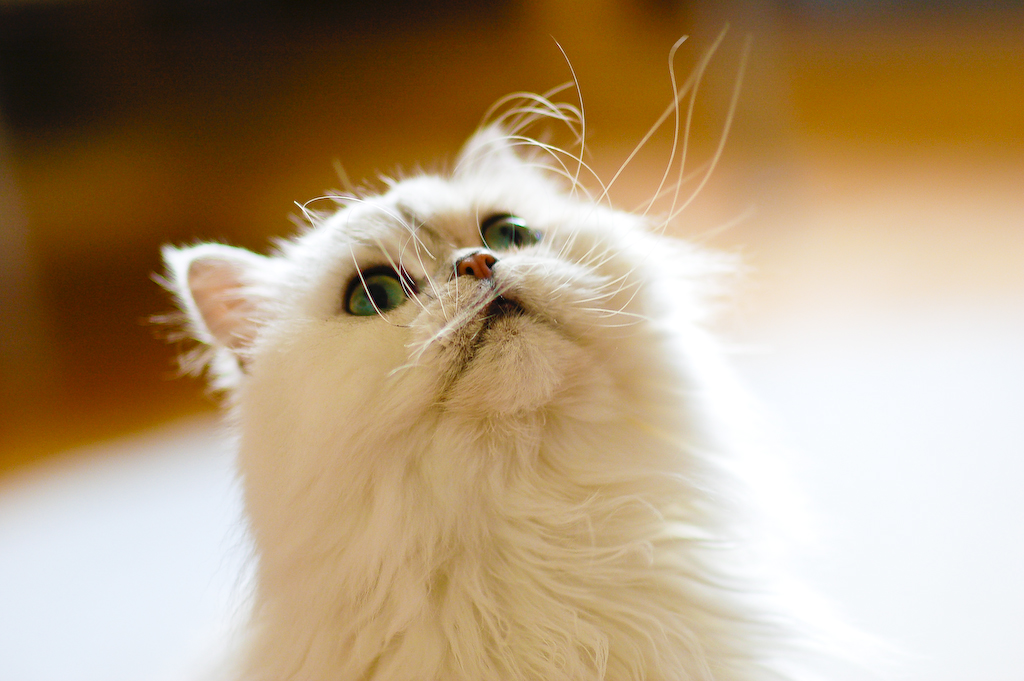
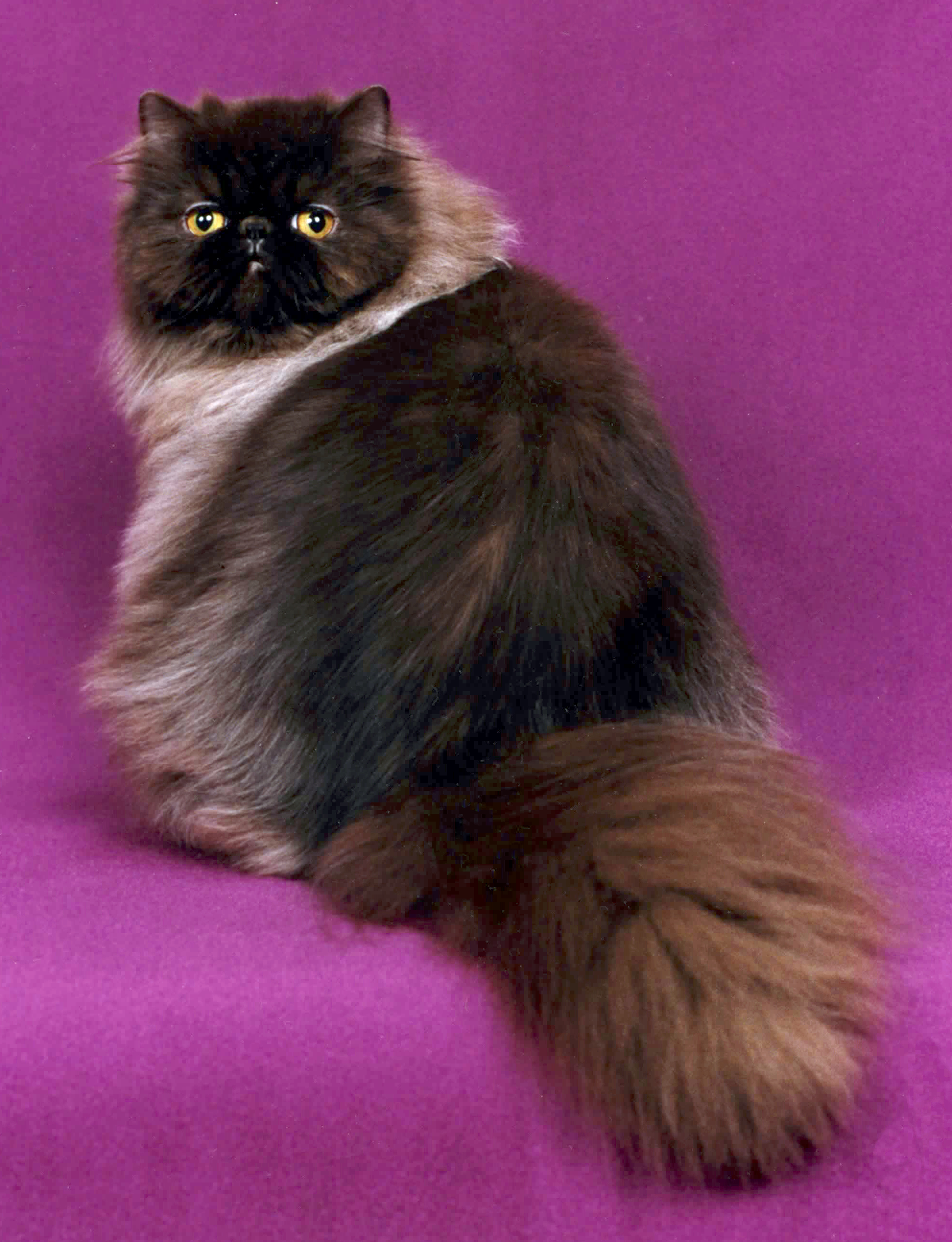
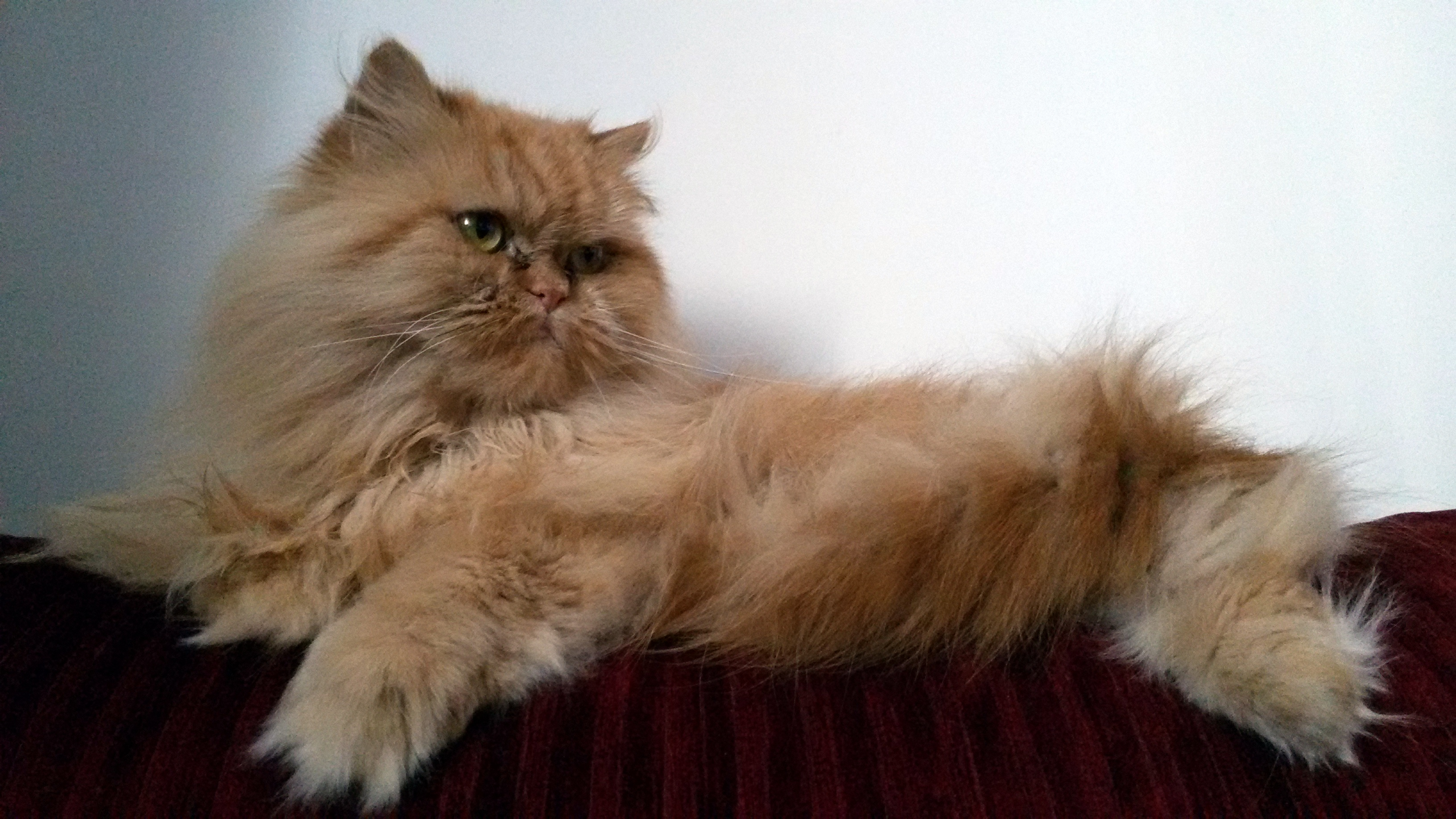